# 5 de copas
5 de Copas es el séptimo álbum de estudio de la banda punk argentina Flema, y el último con Ricky Espinosa, editado en el año 2002. El cinco de copas en el tarot, puede sugerir no sólo una decepción acerca de uno mismo, sino a menudo representa una fuerte decepción de alguien o de otras personas.

## Historia
Última producción musical con la participación de Ricky Espinosa, cantante y líder de la banda, hasta el año 2002, también conocido como "Ricky the Kill" que falleció el 30 de mayo del 2002, en el barrio bonaerense de Avellaneda.
A diferencia de otros discos de la banda, esta producción posee un sonido más melódico, aunque mantiene el estilo agresivo y Anarcopunk que caracterizó a la banda.

## Canciones
| N.º   | Título                      | Duración |  |
| 1.    | «Todos Mienten»             | 2:09     |  |
| 2.    | «Solo con Todos»            | 2:06     |  |
| 3.    | «Toman No Dan Nada»         | 1:07     |  |
| 4.    | «Tiempo Para Amar»          | 3:09     |  |
| 5.    | «Nacido Para Tomar Cerveza» | 0:54     |  |
| 6.    | «El Final»                  | 2:44     |  |
| 7.    | «Sexo, Drogas y Punk Rock»  | 1:58     |  |
| 8.    | «Te Extraño»                | 2:23     |  |
| 9.    | «Yo Sabía»                  | 2:30     |  |
| 10.   | «Botas Nunca Más»           | 3:34     |  |
| 11.   | «Anti-Políticos»            | 1:31     |  |
| 12.   | «La Neurona»                | 2:22     |  |
| 13.   | «L.A.M.I.N.A.»              | 1:18     |  |
| 14.   | «Me Voy a Suicidar»         | 2:38     |  |
| 15.   | «Larva»                     | 1:33     |  |
| 16.   | «S.A.D.V»                   | 2:29     |  |
| 17.   | «Fan Pipol»                 | 2:12     |  |
| 18.   | «No Cambiaré»               | 1:41     |  |
| 19.   | «Punk Rock Bariloche»       | 2:38     |  |
| 20.   | «No te Espantes»            | 3:58     |  |
| 21.   | «Me Vuelvo a Quebrar»       | 2:32     |  |
| 22.   | «Solo Caminando»            | 4:03     |  |
| 51:29 |                             |          |  |

## Miembros
- Ricky Espinosa - Voz líder.
- Luichi Gribaldo - Guitarra rítmica.
- Maximiliano Martin - Guitarra líder.
- Fernando Rossi - Bajo.
- Diego Piazza - Batería.